# Масакри у Вргинмосту
Током рата 1941—1945. у котару Вргинмост усташе су као званична политичка милиција Независне Државе Хрватске, уз помоћ других формација НДХ, немачких и италијанских окупатора, вршиле планско систематско уништавање становништва. Према поименичном попису жртава, усташе су током рата убиле 6.615 цивила, од чега 6.510 Срба и 105 Рома. Укупно је са ове територије страдало у рату 10.181 Срба, односно близу 32% укупног броја. Уз Козару и Поткозарје, становништво Кордуна процентуално је највише страдало на целој територији НДХ:

## Хронологија збивања
Котар Вргинмост у Краљевини Југославији обухватао је 50 насеља у којима је према попису 1931. године живело 37.165 становника. Број становника 1941. године процењује се на око 42.000. Близу 32.000, или око 76% становништва, чинили су Срби.
Након успостављања НДХ, уведени су расни закони и почео је прогон Јевреја, Срба и Рома.
Територија котара Вргинмост је ушла у састав италијанског окупационог подручја. Италијани су успоставили своје гарнизоне у Вргинмосту и Топуском. Од 3. августа у Вргинмосту је била 3, а у топуском 4. усташка сатнија, које су биле под командом усташког пуковника Томислава Ролфа, чије је седиште било у Глини. У Бовићу је успостављена ојачана жандармеријска станица, а по хрватским селима су формиране усташке наоружане организације.
С обзиром на усташке поступке према Србима (покољ у Вељуну и Глини у мају, појединачна убиства у Топуском, малтретирања и пљачке), у јулу је дошло до организовања устаничких група. Оне су међутим располагале са свега неколико пушака.
25. јула у Топуско је упала већа група усташа из Глине на челу са познатим усташом Видаковићем. Они су заједно са усташама из Топуског похватали већи број Срба из Топуског, Гређана, Старог Села и Пониквара и затворили их у зграду општине. Одатле је један број одведен у Глину и тамо убијен, један број је убијен у Јадовном код Госпића, а неки у самом Топуском.
26. јула усташе су упале у село Пољане, где су убиле 15 цивила, а 47 одвеле на непознато место и поубијале.
27. јула одвели су 18 људи из села Стипан и поубијали их у Прекопи код Глине.
Дана 27. јула Италијани су напустили Вргинмост и Топуско и препустиле власт усташама. Њихове посаде враћене су 18. септембра. По њиховом одласку, усташе су похапсиле све Србе мушкарце старије од 16 година који су се затекли у овим местима, одвеле их у правцу Војнића и поубијале у Иванић јарку код Крњака.
У северном и јужном делу котара устаници су пружали отпор усташама. У Воркапић селу 29. јула од стране веће групе устаника наоружаних са 5 пушака натерана је у бекство група од 200 усташа који су кренули према Перни. Том приликом убијен је један усташа и заплењена једна пушка. У току 2. августа устаници су напали усташе у Црном Потоку и Дебелој Коси. Том приликом убијено је 12 усташа. Том приликом погинуо је један устаник. Са новим снагама, усташе јачине око 500 људи, наоружане поред пешадијског оружја и минобацачима, уз подршку 3 авиона, напале су устанике 3. августа. Након десетак дана успели су да пробију устанички фронт. Устаници су се са свим становницима повукли дубље у Петрову гору.
У наведеним селима усташе су се задржале 14. и 15. августа. У току та два дана оне су, по ухваћеним женама, слале писмене и усмене позиве народу избеглом у Петрову гору да се врати својим кућама, уз обећања да му се неће ништа догодити. Све мушкарце који су поверовали у обећања и вратили се, усташе су камионима одвезле према Великој Кладуши и поубијале. Укупно је тада убијено 59 људи, а у Катиновцу још 70.
У средишњем делу котара усташе су у селима око Вргинмоста пропагирале покатоличавање православних Срба, што су предузеле и усташе из Велике Кладуше, али за прелаз на муслиманску веру. У ту сврху усташе су упутиле своје агитаторе у села: Блатушу, Подгорје, Цреварску Страну, Славско Поље, Брњавац, Пјешчаницу, Чемерницу, Буковицу и Батинову Косу. Говорили су да ће одређеног дана у августу у Вргинмост доћи римокатолички жупници, те да сви Срби треба тамо да дођу и да приме католичку веру, после чега ће се вратити својим кућама и живети слободно. Издат је и проглас којим су позвани сви мушкарци од 16 до 60 година старости, да 2. августа 1941. неизоставно дођу у Вргинмост где ће их дочекати римокатолички жупник.
У пропагирању покатоличавања међу православним Србима нарочито се истицао усташки повереник општине Чемернице, Јосип Живчић, родом из Батинове Косе. За овај подухват придобио је бележника општине, Србина Адама Ожеговића из Чемернице, затим учитељицу из Чемернице Љубицу Боројевић, бившег посланика Југословенске радикалне заједнице (ЈРЗ) Станка Тркуљу, из Блатуше, и учитеља у Пјешчаници Николу Генераловића. Сви су они, а посебно учитељи, имали углед у селима. Они су својом агитацијом уверавали народ како је прелаз с православне на католичку вјеру најбољи излаз.
Дана 2. августа, на празник Светог Илије, у овим селима људи су се сакупили на заказаним местима, где су их дочекали усташки агитатори. Ту су добили барјаке под којима су ишли у Вргинмост, певајући уз пут.
По доласку у Вргинмост, усташе су их окружиле, потрпале у камионе и одвезле у Глину, где су сви зверски усмрћени у познатом масакру у глинској цркви. Том приликом страдало је 1.030 људи из котара Вргинмост.
Устаници, иако готово без оружја, извршили су више препада, разоружавши посаде у Војишници, на Војнић-колодвору и у Утињи. То им је омогућило бољу заштиту села. Током августа и септембра организовани су у велики број локалних партизанских одреда, са око 500 бораца укупно.
12. септембра из Топуског су кренуле две усташке сатније са циљем уништења села испод Петрове Горе. Након краћег отпора, борци и највећи део становништва повукли су се у Петрову гору. Усташе су се задржале неколико дана у селима, пљачкајући и уништавајући имовину и хватајући преостале становнике. Том приликом поубијали су 14. септембра у Перни 115 цивила, 15. септембра у Пецкој 46, а 16-18. септембра у Блатуши још 135.
Са напретком партизанске организације и ширењем устанка, усташама је за нападе била неопходна концентрација већих снага, па су се они проредили. Након повратка Италијанских снага, средином децембра 1941. извршена је концентрација знатних снага. Доведена је „Поглавникова тјелесна бојна“, домобранска дочасничка (подофицирска) школа из Загреба, две сатније усташа Јуце Рукавине и Макса Лубурића, 10. усташка бојна, брзи склоп са 8 тенкова, технички склоп са 2 топа и 2 минобацача, оружници из Сремске Каменице и делови 1. домобранског збора из Сиска. Осим тога, у гарнизону Топуско било је око 1.000 Италијана ојачаних топовима и тенковима, 150 усташа, 180 домобрана, 60 жандарма, у Вргинмосту око 900 Италијана ојачаних топовима и тенковима;, 300 усташа, 15 домобрана, 20 жандарма, и у селима Скакавац, Бански Ковачевац, Ласиња и Бучица, по око 100 локалних усташа. Укупно је за офанзиву прикупљено око 4.000 људи. Ове снаге извршиле су офанзиву на део котара који је бранио 4. батаљон Првог кордунашког НОП одреда са око 250 бораца.
Напад је почео 21. децембра 1941. 4. батаљон одолевао је нападима 11 дана, након чега се морао повући са великим бројем становника. Усташе су већ на почетку, у полазним рејонима, 21. и 22. децембра похватале 539 особа које су одведене у Ласињу и поубијане у шуми Брезје. Приликом наступања хватали су и убијали преостале мештане, тако да је за 12 дана офанзиве убијено укупно 1917 цивила. Бојиште је обишао и Анте Павелић.
У сриједу, 31. просинца 1941. године, проборавио је Поглавник на Кордуну са својом пратњом у којој су се налазили Његова преузвишеност генерал г. Оксилиа и Поглавников побочник, бојник Лисак цијели дан. Поглавника је при доласку на ово подручје дочекао бојник Поглавникове тјелесне бојне Анте Мошков, заповједник одјела којима је повјерена дужност да осигурају ово подручје и да га очисте од четничко-бољшевичких банди.
Бригадни генерал Антонио Оксилија (итал. Antonio Oxilia) био је шеф италијанске војне мисије при влади НДХ.
Током пролећа 1942. усташе су организовале две велике офанзиве против партизана и становништва на Кордуну. Прва је изведена уз помоћ Италијана и трајала је од 18. марта до 5. априла 1942. Током ове офанзиве усташе су поубијале 495 цивила.
Мајску офанзиву снаге НДХ организовале су самостално. За њу су прикупљене главнина Утињског и Личког усташког здруга:
- 1. личка усташка бојна,
- 2. личка усташка бојна,
- 5. усташка бојна,
- Карловачка новачка бојна,
- 10. усташка бојна,
- 11. усташка бојна,
- две сатније Поглавникове тјелесне бојне,
- стројничка сатнија Личког здруга,
- већи број мањих јединица.

Укупно је ангажовано око 3.000 људи са 2 хаубице и 5 тенкова под командом Анте Мошкова. Осим њих, у операцију су учествовале и локалне усташе (до 2.000 људи).
Са овим снагама окружено је шире подручје Петрове горе и затим започето потискивање и уништавање становништва и бораца. Операција је трајала од 9. до 14. маја 1942. Пред зору 14. маја партизани и маса ненаоружаног народа извршили су пробој обруча на два места и извукли се из окружења. Током наступања и потера усташе су успеле да ухвате и убију око 600 цивила.
Током лета 1942. партизанска организација на Кордуну знатно је напредовала. Партизани су извели нападе на Топуско 7. јуна, Војнић 10. јуна, Вргинмост 14. јуна и поново 13. августа. Под њиховим притиском усташе су се повукле из свих села, а затим и из већих места. 12. септембра 1942. ослобођен је Вргинмост, а 16. августа 1943. Топуско.
19. августа 1942. формирана је Четврта кордунашка бригада, 16. септембра 1942. Пета кордунашка бригада, а 22. новембра Осма кордунашка дивизија. Усташе до краја рата нису успеле да успоставе трајнију доминацију на терену Кордуна и организују веће злочиначке походе.

## Биланс злочина
Од фашистичког терора у котару Вргинмост страдало је укупно 6991 лице. Од тог броја 6615 лица убиле су усташе, од чега је 6510 Срба и 105 Рома.
Од 6991 жртве, 4357 је мушког пола, а 2634 женског.
По старосној структури, 1616 жртава су деца до 15 година старости, 3932 од 16 до 50, и 1443 старијих од 50 година.
По годинама се злочин одвијао следећом динамиком (за 160 жртава није утврђена година страдања):
- 1941: 4821 жртва;
- 1942: 1763 жртве;
- 1943: 216 жртава;
- 1944: 30 жртава;
- 1945: 1 жртва.

4821 жртва страдала је на територији Кордуна, а 2170 на другим местима. У логорима НДХ страдало је 390, а у немачким логорима 257 цивила котара Вргинмост.
Број становника котара Вргинмост пред рат 1941. процењен је на око 42.000, а према попису 1948. је на том подручју живело 28.880 становника.
Након 1995. Вргинмосту је промењено име у Гвозд. Године 2012. месту је враћено старо вишевековно име.
Публикација Душана Баића, припремљена на основу пописа жртава и рада радне групе са учесницима из свих насеља бившег котара Вргинмост, садржи имена и основне биографске податке 10.384 жртве Другог светског рата са подручја котара Вргинмост.